# Royal Rumble 2008
Royal Rumble 2008 è stata la ventunesima edizione dell'annuale pay-per-view omonimo di wrestling, prodotto dalla World Wrestling Entertainment. L'evento si è svolto il 27 gennaio 2008 presso il Madison Square Garden di New York. È stato il primo pay-per-view della WWE trasmesso in alta definizione.
Il main event è stato il royal rumble Match, presentato eccezionalmente da Michael Buffer, vinto da John Cena entrato con il numero 30 eliminando per ultimo Triple H.

## Storyline
Come ogni anno si sarebbe tenuto il Royal Rumble match, il cui vincitore avrebbe poi ottenuto un incontro a WrestleMania XXIV per un titolo mondiale (il WWE Championship di Raw, il World Heavyweight Championship di SmackDown o l'ECW Championship della ECW) in base alla propria scelta. Il primo partecipante a qualificarsi per l'omonimo match fu Umaga, il quale sconfisse Jim Duggan nella puntata di Raw del 31 dicembre 2007.
Ad Armageddon, l'Intercontinental Champion Jeff Hardy sconfisse Triple H per diventare il primo sfidante al WWE Championship di Randy Orton alla Royal Rumble.
Nella puntata di SmackDown del 21 dicembre la General Manager Vickie Guerrero indisse un Beat the Clock Challenge, che si sarebbe svolto nella puntata successiva, per determinare lo sfidante al World Heavyweight Championship di Edge. Nella puntata di SmackDown del 4 gennaio, dopo una serie di match, Rey Mysterio vinse la sfida dopo aver stabilito il miglior tempo di vittoria generale, ottenendo così un match per il titolo di Edge alla Royal Rumble.
Ad Armageddon, John "Bradshaw" Layfield causò la vittoria di Chris Jericho per squalifica contro il campione Randy Orton in un match valevole per il WWE Championship, attaccando illegalmente lo stesso Jericho dopo che quest'ultimo lo aveva accidentalmente colpito durante l'incontro, facendogli così vincere la contesa ma non il titolo come da regolamento. Nella puntata di Raw del 31 dicembre JBL abbandonò ufficialmente il ruolo di commentatore per tornare come lottatore attivo nel roster dello show rosso dopo che Jericho lo insultò pesantemente, ingaggiando poi una rissa con questi. La settimana successiva, dopo che si attaccarono a vicenda, fu annunciato un match tra JBL e Jericho alla Royal Rumble.
Nella puntata di Raw del 26 novembre Ric Flair tornò da una breve assenza e annunciò che "non si sarebbe mai ritirato" dal mondo del wrestling, destando l'ira di Vince McMahon, il quale organizzò diversi match in cui se Flair avesse perso, sarebbe stato costretto a ritirarsi. Dopo che Flair vinse vari incontri per evitare il ritiro, McMahon annunciò un Career Threatening match tra lo stesso Flair e lo United States Champion Montel Vontavious Porter per la Royal Rumble.

### Match di qualificazione al Royal Rumble match
- Umaga sconfigge Jim Duggan il 31 dicembre a Raw
- Snitsky sconfigge Drew McIntyre il 4 gennaio in un house show di Raw
- Hardcore Holly sconfigge Trevor Murdoch il 5 gennaio in un house show di Raw
- John Morrison e The Miz sconfiggono Jimmy Wang Yang e Shannon Moore il 6 gennaio nell'house show SmackDown!/ECW
- Hornswoggle e Mick Foley sconfiggono The Highlanders (Robbie McAllister e Rory McAllister) il 7 gennaio a Raw
- Jamie Noble sconfigge Chuck Palumbo l'11 gennaio a SmackDown
- Cody Rhodes sconfigge William Regal l'11 gennaio in un house show di Raw
- Carlito e Santino Marella sconfiggono DH Smith e Super Crazy il 12 gennaio in un house show di Raw
- Shawn Michaels sconfigge Trevor Murdoch il 14 gennaio a Raw
- Triple H sconfigge Snitsky, Mark Henry e William Regal in un Over the Rope Gauntlet Match il 21 gennaio a Raw
- CM Punk sconfigge Chavo Guerrero il 26 gennaio in un house show

## Evento

### Match preliminari
L'opener dell'evento fu il Career Threatening match tra Ric Flair e lo United States Champion Montel Vontavious Porter, in cui il primo, in caso di sconfitta, sarebbe stato costretto al ritiro. Durante le fasi iniziali entrambi si portarono in vantaggio l'un l'altro, con MVP che eseguì un big boot e un neckbreaker su Flair, mentre questi lo attaccò poi con delle chop. In seguito, MVP colpì Flair con un running big boot all'angolo e lo schienò, ma quest'ultimo si liberò dallo schienamento dopo che appoggiò un piede sulla corda del ring. Dopo che eseguì un superplex dalla terza corda, MVP tentò il Playmaker su Flair, però questi rovesciò la manovra nella figure-four leglock e lo forzò alla sottomissione per vincere l'incontro e mantenere intatta la propria carriera.
L'incontro successivo fu tra Chris Jericho e John "Bradshaw" Layfield. Nelle prime fasi, Jericho applicò immediatamente la Walls of Jericho su JBL, ma quest'ultimo si liberò dalla presa dopo aver toccato le corde del ring. JBL controllò poi la contesa e attaccò ripetutamente il collo di Jericho, finché questi non lo colpì con una clothesline. Dopo un breve batti e ribatti, JBL eseguì un big boot su Jericho e lo lanciò contro un paletto del quadrato, aprendogli una vistosa ferita alla fronte. In seguito, Jericho reagì, nonostante un copioso sanguinamento, e colpì JBL con il Lionsault, che valse solamente un conto di due. JBL vinse tuttavia l'incontro per squalifica dopo che Jericho lo colpì illegalmente con una sedia all'esterno del ring.

### Match principali
Il terzo match fu per il World Heavyweight Championship tra il campione Edge e lo sfidante Rey Mysterio. Dopo un batti e ribatti iniziale, Curt Hawkins e Zack Ryder tentarono di interferire in favore di Edge, ma l'arbitro se ne accorse e li espulse da bordo ring. Dopo che fu colpito da uno springboard crossbody, Edge prese le redini dell'incontro e attaccò ripetutamente il ginocchio di Mysterio, finché quest'ultimo non lo colpì con un enzuigiri. Mysterio tentò la 619, ma Edge evitò la manovra e lo schiantò al tappeto con una powerslam, che valse solamente un conteggio di due. Dopo un batti e ribatti, Edge tentò l'esecuzione della Spear, però Mysterio rovesciò la mossa in una hurricanrana e lo colpì prima con la 619 e poi con una frog splash dalla terza corda. Vickie Guerrero interruppe tuttavia lo schienamento di Mysterio su Edge, trascinando l'arbitro all'esterno del ring. Mysterio provò nuovamente la 619 su Edge, ma fu invece Vickie a subirla volontariamente per salvare il campione. Sfruttando ciò, Edge schivò un attacco aereo di Mysterio, colpendolo con una Spear in mezz'aria, per vincere il match e mantenere il titolo dei pesi massimi.
L'incontro seguente fu per il WWE Championship tra il campione Randy Orton e lo sfidante Intercontinental Champion Jeff Hardy. Durante le fasi iniziali entrambi si portarono in vantaggio l'un l'altro, con Hardy che eseguì un inverted atomic drop e diverse manovre aeree su Orton, mentre quest'ultimo lo colpì con un suplex all'esterno del ring e con uno standing dropkick. Dopo un batti e ribatti, Orton eseguì una powerslam su Hardy ma questi si liberò dallo schienamento al conto di due. Hardy colpì poi Orton col Whisper in the Wind, però il campione uscì dallo schienamento al conteggio di due. Poco dopo, Hardy eseguì un mule kick e un low dropkick all'angolo ai danni di Orton e tentò la Swanton Bomb, che non andò a segno poiché lo stesso Orton rotolò fuori dal ring. Hardy colpì dunque Orton con un moonsault, eseguito dal paletto del quadrato verso l'esterno. Hardy tentò poi la Twist of Fate, ma Orton rovesciò improvvisamente la manovra in una RKO per vincere l'incontro e mantenere il titolo.
Il main event fu il Royal Rumble match, che iniziò con The Undertaker (#1) e Shawn Michaels (#2). Dopo un batti e ribatti tra i due, Santino Marella (#3) entrò sul ring, ma fu prima colpito dalla Sweet Chin Music di Michaels e poi eliminato da Undertaker. Nel momento in cui The Great Khali (#4) stava facendo la sua entrata, Undertaker eseguì la Chokeslam su Michaels. Dopo pochi secondi, Khali fu tuttavia eliminato da Undertaker dopo che quest'ultimo lo sbilanciò e lo colpì con una clothesline oltre le corde. In seguito, Undertaker tentò la Last Ride su Michaels, però Hardcore Holly (#5) sventò la manovra e attaccò entrambi, salvo poi venir colpito da un big boot dello stesso Undertaker. Poco dopo, Michaels eseguì un diving elbow drop dalla terza corda ai danni di John Morrison (#6) e provò l'esecuzione della Sweet Chin Music, ma fallì poiché quest'ultimo lo intercettò in corsa con un dropkick. Dopo essere entrato, Batista (#7) eseguì uno spinebuster su Tommy Dreamer (#8) e lo eliminò dalla contesa, colpendo poi i restanti atleti con delle clothesline. Dopo che Hornswoggle (#9) si rifugiò sotto il ring per paura, Batista colpì sia Morrison che Undertaker con una spear. Chuck Palumbo (#10) eliminò in pochissimo tempo Jamie Noble (#11) dopo averlo colpito con un superkick sull'apron ring. Poco tempo dopo, CM Punk (#12) eseguì due jumping knee all'angolo su Michaels e Morrison, salvo poi venir colpito da una clothesline di Undertaker e un big boot di Palumbo. Punk eliminò tuttavia Palumbo grazie all'esecuzione di un jumping knee sull'apron ring. Dopo alcuni minuti, Undertaker tentò la Chokeslam su Cody Rhodes (#13), però questi contrattaccò e lo colpì con uno standing dropkick. Una volta entrato sul quadrato, Umaga (#14) eliminò prima Holly dopo averlo colpito col Samoan Spike e poi eseguì un running hip attack all'angolo ai danni di Batista. Dopo che Rhodes tentò di gettare senza successo Snitsky (#15) oltre le corde, The Miz (#16) si alleò subito con Morrison per contrastare Punk. Dopo che eseguì il Paydirt su Punk, Shelton Benjamin (#17) fu tuttavia eliminato in pochi secondi da Michaels, il quale lo colpì all'improvviso con la Sweet Chin Music. Dopo che ebbero un breve scontro fisico, Jimmy Snuka (#18) e Roddy Piper (#19) furono entrambi eliminati da Kane (#20), che poi eseguì la Chokeslam su Miz. Carlito (#21) entrò sul ring e sputò una mela in faccia a Rhodes, colpendo poi Punk col Backstabber. Nello stesso istante in cui Mick Foley (#22) colpì Kane con un double underhook ddt, Undertaker eseguì la Last Ride su Batista, salvo poi venir colpito a sua volta da un samoan drop di Umaga. Dopo che Morrison colpì Foley con un flying kick dalle corde, Mr. Kennedy (#23) eseguì il Mic Check su Miz e su Punk, salvo venir poi colpito dalla Chokeslam di Undertaker. Dopo aver gettato Snitsky oltre la terza corda, Undertaker fu immediatamente colpito ed eliminato dalla Sweet Chin Music di Michaels, il quale fu però a sua volta lanciato fuori dal ring da Kennedy. Essendo stati entrambi eliminati, Michaels scappò nel backstage per evitare l'ira di Undertaker, che attaccò il già eliminato Snitsky colpendolo con un leg drop attraverso un tavolo di commento. Dopo che Big Daddy V (#24) eseguì un uranage su Miz, Kennedy cercò di eliminare senza successo Rhodes. Dopo l'entrata di Mark Henry (#25), Hornswoggle uscì da sotto il ring ed eliminò Miz, il quale stava lottando con Kennedy sull'apron ring. Durante l'arrivo sul quadrato dell'ECW Champion Chavo Guerrero (#26), Kane eliminò Morrison dopo averlo colpito con un big boot sull'apron ring. Finlay (#27) avrebbe dovuto essere il successivo partecipante, ma fu squalificato poiché entrò sul ring prima del tempo stabilito per salvare Hornswoggle dall'attacco di Henry, Big Daddy V e Guerrero, colpendoli con lo shillelagh. Finlay e Hornswoggle tornarono dunque nel backstage, con quest'ultimo che non rientrò più all'interno della contesa. Dopo l'entrata di Elijah Burke (#28), Batista fu colpito dal Samoan Spike di Umaga mentre Big Daddy V eseguì una powerbomb su Kane. Mentre Foley applicò la Mandible Claw su Burke, Guerrero eliminò Punk dall'incontro. Una volta entrato, Triple H (#29) eliminò in successione Rhodes, Big Daddy V, Foley e Burke, colpendo poi Umaga col Pedigree. Il rientrante John Cena (#30) fu l'ultimo partecipante a sorpresa, che eliminò in sequenza Carlito, Guerrero e Henry. Poco dopo, Triple H colpì Cena con uno spinebuster, ma fu poi a sua volta attaccato da Umaga, il quale tentò il Samoan Spike, che tuttavia fallì dopo che Batista lo atterrò con una spear. Batista eliminò poi sia Kennedy che Umaga con una clothesline oltre le corde. Kane provò ad eseguire contemporaneamente la Chokeslam sia su Batista che su Triple H, ma questi ultimi contrattaccarono e lo eliminarono insieme. Dopo che eseguì uno spinebuster su Cena, Batista rovesciò il Pedigree di Triple H in un altro spinebuster. Batista tentò poi la Batista Bomb su Cena, però quest'ultimo contrattaccò la manovra con un back body drop e consentì a Triple H di eliminare lo stesso Batista con una clothesline oltre la terza corda. Rimasti in due, Cena e Triple H si scambiarono colpi, finché il primo non eseguì la Protobomb e il five knuckle shuffle sul secondo. Triple H tentò poi il Pedigree, ma Cena se lo caricò sulle spalle per evitare la mossa e lo gettò fuori dal ring con la F-U, vincendo così il match per la prima volta in carriera per ottenere un match per un titolo mondiale a WrestleMania XXIV.

## Risultati
| #    | Incontri                                                           | Stipulazioni                                                            | Durata |
| ---- | ------------------------------------------------------------------ | ----------------------------------------------------------------------- | ------ |
| Dark | Jimmy Wang Yang e Shannon Moore hanno sconfitto Deuce e Domino     | Tag team match                                                          | —      |
| 1    | Ric Flair ha sconfitto MVP per sottomissione                       | Single match Se Flair avesse perso, sarebbe stato costretto a ritirarsi | 07:48  |
| 2    | John "Bradshaw" Layfield ha sconfitto Chris Jericho per squalifica | Single match                                                            | 09:23  |
| 3    | Edge (c) (con Vickie Guerrero) ha sconfitto Rey Mysterio           | Single match per il World Heavyweight Championship                      | 12:34  |
| 4    | Randy Orton (c) ha sconfitto Jeff Hardy                            | Single match per il WWE Championship                                    | 14:03  |
| 5    | John Cena ha vinto eliminando per ultimo Triple H                  | Royal rumble match                                                      | 51:26  |

## Royal rumble match
– Wrestler di Raw

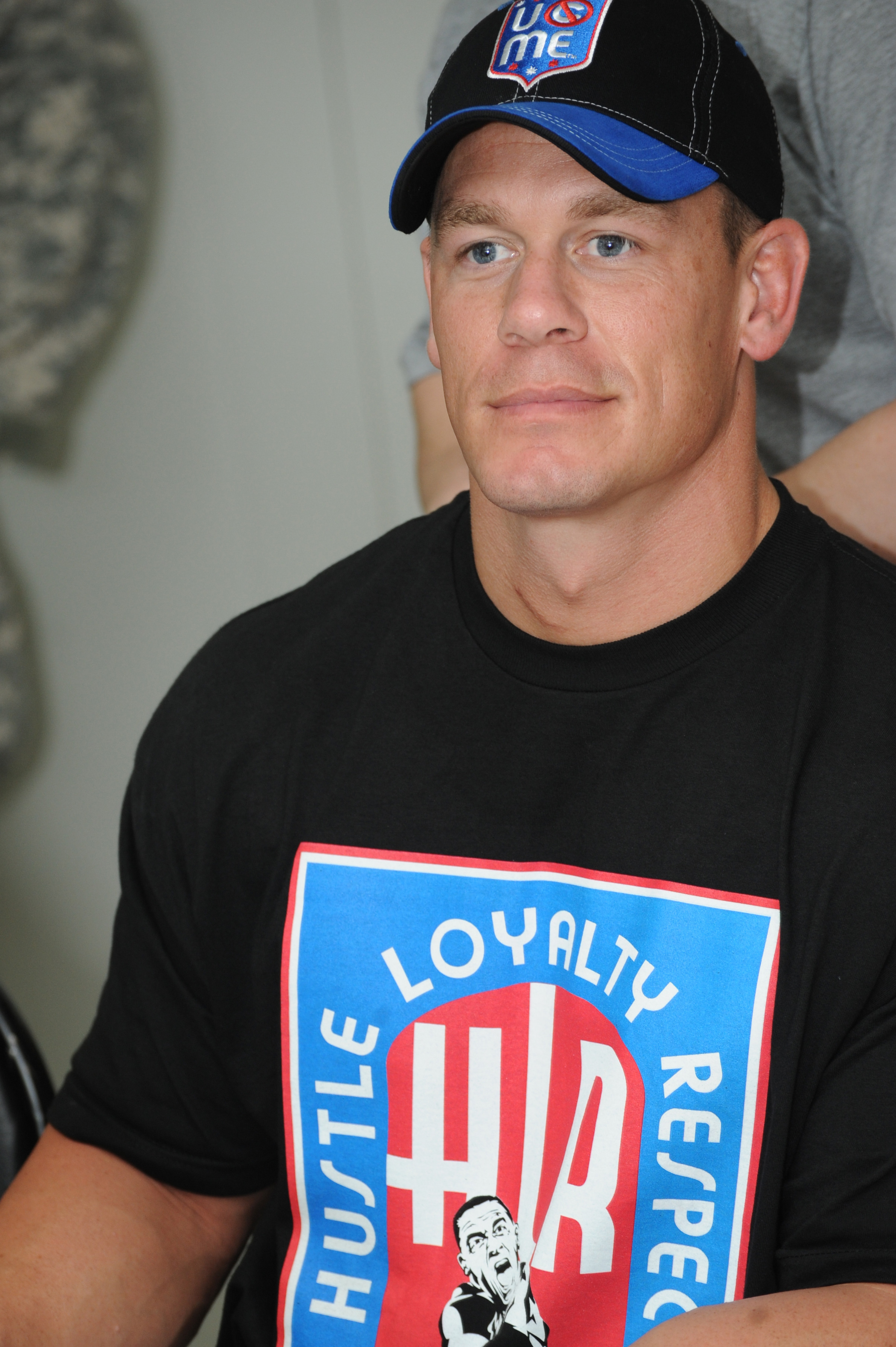
John Cena, vincitore del Royal rumble match

     – Wrestler di SmackDown!
     – Wrestler della ECW
     – Wrestler non affiliato
     – Vincitore
| #   | Superstar        | Ordine | Eliminato da        | Tempo | N° eliminazioni |
| --- | ---------------- | ------ | ------------------- | ----- | --------------- |
| 1°  | The Undertaker   | 11°    | Shawn Michaels      | 32:35 | 3               |
| 2°  | Shawn Michaels   | 12°    | Mr. Kennedy         | 32:41 | 2               |
| 3°  | Santino Marella  | 1°     | The Undertaker      | 00:25 | 0               |
| 4°  | The Great Khali  | 2°     | The Undertaker      | 01:08 | 0               |
| 5°  | Hardcore Holly   | 6°     | Umaga               | 13:46 | 0               |
| 6°  | John Morrison    | 14°    | Kane                | 29:24 | 0               |
| 7°  | Tommy Dreamer    | 3°     | Batista             | 02:08 | 0               |
| 8°  | Batista          | 28°    | Triple H            | 37:42 | 4               |
| 9°  | Hornswoggle      | 16°    | Non è più rientrato | 26:17 | 1               |
| 10° | Chuck Palumbo    | 5°     | CM Punk             | 04:00 | 1               |
| 11° | Jamie Noble      | 4°     | Chuck Palumbo       | 00:28 | 0               |
| 12° | CM Punk          | 17°    | Chavo Guerrero      | 23:51 | 1               |
| 13° | Cody Rhodes      | 18°    | Triple H            | 23:15 | 0               |
| 14° | Umaga            | 26°    | Batista             | 26:05 | 1               |
| 15° | Snitsky          | 10°    | The Undertaker      | 12:27 | 0               |
| 16° | The Miz          | 13°    | Hornswoggle         | 13:07 | 0               |
| 17° | Shelton Benjamin | 7°     | Shawn Michaels      | 00:18 | 0               |
| 18° | Jimmy Snuka      | 9°     | Kane                | 02:43 | 0               |
| 19° | Roddy Piper      | 8°     | Kane                | 01:00 | 0               |
| 20° | Kane             | 27°    | Batista e Triple H  | 17:58 | 3               |
| 21° | Carlito          | 22°    | John Cena           | 15:07 | 0               |
| 22° | Mick Foley       | 20°    | Triple H            | 11:29 | 0               |
| 23° | Mr. Kennedy      | 25°    | Batista             | 13:32 | 1               |
| 24° | Big Daddy V      | 19°    | Triple H            | 07:49 | 0               |
| 25° | Mark Henry       | 24°    | John Cena           | 09:12 | 0               |
| 26° | Chavo Guerrero   | 23°    | John Cena           | 07:33 | 1               |
| 27° | Finlay           | 15°    | Squalificato        | 00:00 | 0               |
| 28° | Elijah Burke     | 21°    | Triple H            | 02:10 | 0               |
| 29° | Triple H         | 29°    | John Cena           | 11:22 | 6               |
| 30° | John Cena        | —      | Vincitore           | 08:28 | 4               |